# Státní znak Íránu
Státní znak Íránu tvoří čtyři malé půlměsíce, obklopující svisle ležící čepel meče, nad kterou je umístěn znak arabského písma nazývaný tašdíd. Barva íránského znaku je zelená.
Zelená barva je barva islámu. Kresba znaku je stylizace Alláhova jména (arabsky الله‎). Pět hlavních prvků znaku symbolizuje pět základních pilířů islámu a jejich svislá poloha naznačuje cestu k jedinému bohu. Čtyři půlměsíce představují fázi jeho narůstání, tak jak roste islámská víra. Meč znamená sílu a statečnost, která je navíc zesílena znakem at-tašdíd. Podoba znaku zároveň evokuje představu zemského glóbu.
Íránský znak byl v roce 1993 přidán do znakové sady Unicode na pozici U+262B (☫) pod jménem „Farsi Symbol“ (perský symbol).

## Historie
Tradičním perským symbolem, známým již od roku 1241, je lev a za ním vycházející slunce. Za Tahmáspa I. byl v letech 1524–1576 lev dočasně nahrazen beranem, v jehož znamení se šáh narodil. V roce 1842 se na perských mincích objevil ve lví zdvižené pravé tlapě Alího meč. Ten symbolizoval islám: Alí byl manželem Fátimy, dcery proroka Mohameda.
V roce 1907 byl zaveden nový státní znak (emblém). Za kráčejícím lvem, s mečem ve zdvižené pravé přední tlapě, vycházelo slunce s lidskou tváří. Nad lvem byla královská koruna. Pod ním dvě ratolesti, heraldicky vpravo vavřínová, vlevo dubová, svázané v místě křížení stužkou.

Perský znak (1907–1933), neodpovídá zdroji (ratolesti, tvář)

V roce 1921 proběhl v Persii státní převrat, 12. prosince se stal šáhem Rezá Šáh Pahlaví. V roce 1933 byl pozměněn státní znak (emblém). Ze slunce za lvem byla vypuštěna tvář a ratolesti vytvořily věnec.
Zároveň byl zaveden panovnický znak, v literatuře často mylně uváděn jako znak státní. Byl tvořen čtvrceným kulatým štítem s kulatým srdečním štítkem. V prvním poli, modrém, byl tradiční perský lev s mečem a sluncem. Ve druhém poli, tmavě červeném, zlatý faravahar a zlaté slunce. Ve třetím poli, hnědém, zlatě orámovaném, pěticípá zlatá hvězda a zlatý Alího meč. Ve čtvrtém poli, modrém, mytický pták símurg. V modrém srdečním štítku byla zobrazena zlato-stříbrná nejvyšší hora Íránu, sopka Damávand, nad níž vychází slunce s devíti paprsky. Na štít je položená císařská koruna, zhotovená ke korunovaci Rezy Šáha Pahlavího v roce 1926, pod štítem je zavěšen Pahlavího řád a modrá stuha s císařským perským mottem: česky „Nařídil mi, abych byl spravedlivý, a bude mě soudit.” Štítonoši byli zlatí lvi s hlavou odvrácenou od štítu, se stříbrnou zbrojí a červeným jazykem. Každý lev třímal v tlapě stříbrný meč se zlatou záštitou.
21. března 1935 byla Persie přejmenována na Íránské císařství. V roce 1941 šáh odešel do exilu, nástupcem se stal jeho syn Muhammad Rezá Pahlaví. Státní symboly se ale změnily až v roce 1964. Lev na vlajce stál nově na několikrát přeložené stuze, státní znak byl stejný, navíc však doplněný o císařskou korunu v horní části. (není obrázek)

Perský znak (1933–1964)

16. ledna 1979 byl Muhammad Rezá Pahlaví donucen k exilu a 1. února se z exilu vrátil ájatolláh Chomejní. 5. února byla země přejmenována na Írán, 11. února zrušena monarchie a 1. dubna byla vyhlášena Íránská islámská republika. Již od zrušení monarchie se začaly užívat vlajky bez emblému, jako symbolu monarchie, a byla vyhlášena soutěž na podobu státního znaku. Ten navrhl íránský malíř Sadegh Tabrizi (1939–2017) a přijat byl 30. ledna 1980. Nový znak byl tvořen kruhem, na němž leží další, menší kruh s 15 delšími a 15 kratšími paprsky. Delší paprsky a sedm z kratších měly na koncích pěticípé hvězdy, osm zbylých bylo zakončeno malými kruhovými poli, se stylizovaným motivem zaťatých pěstí.

Íránský znak (1980)
Černá varianta íránského znaku (1980)

Již 10. května schválil ájatolláh Rúholláh Chomejní nový státní znak. Ten navrhl íránský návrhář Hamid Nadimi a je platný dodnes.